# Rip van Winkle

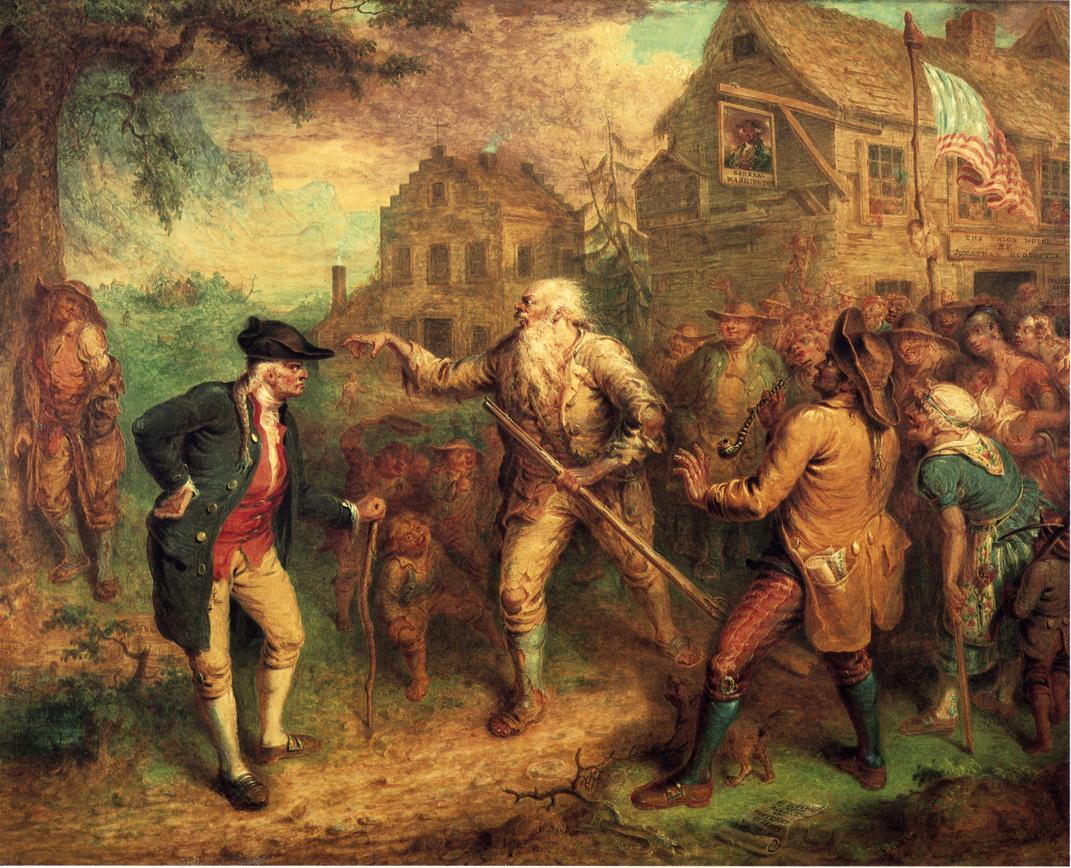
John Quidor: The return of Rip van Winkle, 1849. Rip van Winkle bij zijn terugkeer na zijn lange slaapperiode.

Rip van Winkle is een kort verhaal, geschreven door de Amerikaanse auteur Washington Irving en gepubliceerd in mei 1819. Irving schreef het verhaal toen hij in Birmingham in Engeland verbleef. Het maakt deel uit van The Sketch Book of Geoffrey Crayon, een collectie van 34 essays en korte verhalen die in afleveringen in Amerika verscheen in 1819. Het verhaal was het laatste onderdeel van de aflevering van mei. In 1820 verscheen de collectie in boekvorm in Engeland. Rip van Winkle speelt zich af in de New Yorkse Catskill Mountains. Irving gaf later toe dat hij die nog nooit had bezocht toen hij het verhaal schreef.

## Inhoud
Het verhaal van Rip van Winkle speelt zich af voor en na de Amerikaanse Onafhankelijkheidsoorlog. Rip van Winkle, een dorpeling van Nederlandse afkomst, leeft in een rustig dorp gelegen tegen de Catskill heuvels. De vriendelijke man - die zijn huis en boerderij verwaarloost - is geliefd bij iedereen behalve bij zijn vrouw. Om van het gezeur van zijn vrouw af te zijn, loopt hij op een dag weg de heuvels in. Hij ontmoet een antiek geklede man die beweert de geest te zijn van een van Henry Hudsons bemanningsleden. Samen met nog andere geesten spelen ze een kegelspel en na een aantal alcoholische versnaperingen valt Rip van Winkle in slaap onder een boom in de schaduw.
Hij wordt twintig jaar later wakker en gaat terug naar zijn dorp. Hij ontdekt dat zijn vrouw is overleden en dat menig gezin en vrienden het dorp verlaten hebben vanwege de oorlog die nu voorbij lijkt. Hij komt meteen in de problemen wanneer hij zichzelf identificeert als een onderdaan van George III, niet wetend dat in de voorgaande jaren de Amerikaanse revolutie heeft plaatsgevonden en George Washington nu president is van een onafhankelijke staat. Gelukkig herkent een oud-bewoner Rip, waarna hij zijn verhaal doet aan de bewoners. Ze geloven zijn geschiedenis en de mannelijke bewoners wensten dat ze ook zoveel geluk hadden gehad als hij bij het wegkomen van zijn vrouw.

## Personages
- Rip Van Winkle
- Dame Van Winkle
- Rip
- Judith Gardenier
- Derrick Van Bummel
- Nicholas Vedder
- Mr. Doolittle
- Wolf
- De geest van Henry Hudson

## Achtergrond
Irving verbleef vanaf 1815 zeventien jaar in Engeland, waar hij onder meer Sir Walter Scott ontmoette. Scott attendeerde Irving erop dat er een schat aan ongebruikt materiaal te vinden was in Duitse volksverhalen. Onderzoek heeft uitgewezen dat 'Rip Van Winkle' is gebaseerd op zo'n verhaal, waarbij sommige passages nauwgezette parafrases van het origineel zijn. Het thema van een hoofdpersoon die tientallen jaren slaapt waarna alles veranderd is komt in veel volksverhalen in verschillende culturen voor, naast de Duitse ook in Ierse, Hindu, Chinese, Japanse, Griekse en joodse verhalen. In christelijke en islamitische overlevering bestaan verhalen over een groep vervolgde monotheïsten die in een grot schuilen en in slaap vallen, om wakker te worden wanneer christendom dan wel islam wortel heeft geschoten en ze niet meer bang hoeven te zijn voor vervolging (zevenslapers van Efeze). 